# Chris Leben
Chris Leben (* 21. Juli 1980 in Portland, Oregon) ist ein zurückgetretener US-amerikanischer Mixed-Martial-Arts-Kämpfer, der in der Mittelgewichtsklasse des Kampfveranstalters Ultimate Fighting Championship (UFC) antrat. Er war der erste Mittelgewichtschampion der WEC.
In die UFC kam Leben über die erste Staffel der Reality-TV-Show The Ultimate Fighter. Jeweils zwei Mal konnte sich Leben in der UFC den Bonus für den Knock-Out of the Night und Fight of the Night sichern. 2009 wurde er nach einem positiven Dopingtest auf Oxycodon und Oxymorphon für ein Jahr gesperrt.
Leben hat in der Vergangenheit häufiger durch seinen wilden Lebensstil und mehreren Gefängnisaufenthalten, unter anderem wegen Alkohol am Steuer, von sich reden gemacht.
Neben seiner Kampfsportkarriere trat er 2009 bis 2010 einige Folgen in der TV-Serie Hungry Beasts auf.
Im Januar 2014 gab Leben nach vier Niederlagen in Folge das Ende seiner MMA-Karriere bekannt.

## Kampfstatistik
| Ergebnis   | Gegner            | Siegart           | Veranstaltung                          | Datum              |
| Niederlage | Uriah Hall        | TKO               | UFC 168 – Weidman vs. Silva 2          | 28. Dezember 2013  |
| Niederlage | Andrew Craig      | Punktentscheidung | UFC 162 – Silva vs. Weidman            | 6. Juli 2013       |
| Niederlage | Derek Brunson     | Punktentscheidung | UFC 155 – Dos Santos vs. Velasquez 2   | 29. Dezember 2012  |
| Niederlage | Mark Muñoz        | TKO               | UFC 138 – Leben vs. Munoz              | 5. November 2011   |
| Sieg       | Wanderlei Silva   | KO                | UFC 132 – Cruz vs. Faber 2             | 2. Juli 2011       |
| Niederlage | Brian Stann       | TKO               | UFC 125 – Resolution                   | 1. Januar 2011     |
| Sieg       | Yoshihiro Akiyama | Aufgabe           | UFC 116 – Lesnar vs. Carwin            | 3. Juli 2010       |
| Sieg       | Aaron Simpson     | TKO               | The Ultimate Fighter 11 Finale         | 19. Juni 2010      |
| Sieg       | Jay Silva         | Punktentscheidung | UFC Fight Night: Maynard vs. Diaz      | 11. Januar 2010    |
| Niederlage | Jake Rosholt      | Aufgabe           | UFC 102 – Couture vs. Nogueira         | 29. August 2009    |
| Niederlage | Michael Bisping   | Punktentscheidung | UFC 89 – Bisping vs. Leben             | 18. Oktober 2008   |
| Sieg       | Alessio Sakara    | TKO               | UFC 82: Pride of a Champion            | 1. März 2008       |
| Sieg       | Terry Martin      | KO                | UFC Fight Night 11: Thomas vs. Florian | 19. September 2007 |
| Niederlage | Kalib Starnes     | Punktentscheidung | UFC 71 – Liddell vs. Jackson           | 26. Mai 2007       |
| Niederlage | Jason MacDonald   | Aufgabe           | UFC 66 – Liddell vs. Ortiz 2           | 30. Dezember 2006  |
| Sieg       | Jorge Santiago    | KO                | UFC Fight Night 6                      | 17. August 2006    |
| Niederlage | Anderson Silva    | KO                | UFC Ultimate Fight Night 5             | 28. Juni 2006      |
| Sieg       | Luigi Fioravanti  | Punktentscheidung | UFC Ultimate Fight Night 4             | 6. April 2006      |
| Sieg       | Jorge Rivera      | TKO               | UFC Ultimate Fight Night 3             | 16. Januar 2006    |
| Sieg       | Edwin Dewees      | Aufgabe           | UFC Ultimate Fight Night 2             | 3. Oktober 2005    |
| Sieg       | Patrick Coté      | Punktentscheidung | UFC Ultimate Fight Night               | 6. August 2005     |
| Sieg       | Jason Thacker     | TKO               | The Ultimate Fighter 1 Finale          | 9. April 2005      |
| Sieg       | Benji Radach      | TKO               | SF 4: Fight for Freedom                | 26. Juni 2004      |
| Niederlage | Joe Doerksen      | Punktentscheidung | Freestyle Fighting Championships 9     | 14. Mai 2004       |
| Sieg       | Justin Davis      | KO                | SF 3: Dome                             | 17. April 2004     |
| Sieg       | Boyd Ballard      | KO                | UFCF – Night of Champions              | 31. Januar 2004    |
| Sieg       | Mike Swick        | KO                | WEC 9: Cold Blooded                    | 16. Januar 2004    |
| Sieg       | James Fanshier    | Punktentscheidung | Gladiator Challenge 20                 | 13. November 2003  |
| Sieg       | Brian Sleeman     | Aufgabe           | WEC 8: Halloween Fury 2                | 17. Oktober 2003   |
| Sieg       | Boyd Ballard      | Aufgabe           | UFCF – Night of Champions              | 11. Oktober 2003   |
| Sieg       | Landon Showalter  | Punktentscheidung | QP – Second Coming                     | 23. August 2003    |
| Sieg       | Otto Olson        | KO                | UFCF – Battle in Seattle               | 26. Juli 2003      |
| Sieg       | Pat Healy         | Punktentscheidung | FCFF: Rumble at the Roseland 8         | 7. Juni 2003       |
| Sieg       | John Hall         | TKO               | FCFF: Rumble at the Roseland 6         | 8. März 2003       |
| Sieg       | Ben Birtcher      | TKO               | FCFF: Rumble at the Roseland 5         | 14. Dezember 2002  |
| Sieg       | Bryce Hamilton    | Aufgabe           | UFCF: Fall Brawl                       | 9. September 2002  |
| Sieg       | Justin Terherst   | Aufgabe           | FCFF: Rumble at the Roseland 4         | 10. August 2002    |